# ایرینا تیگرانووا
ایرینا گئورگی تیگرانووا (ارمنی: Իրինա Գևորգի Տիգրանովա؛ روسی: Тигранова, Ирина Георгиевна زادهٔ ۱۹ مارس ۱۹۳۶ - درگذشته ۱۷ مارس ۲۰۱۱) موسیقی‌شناس، استاد اهل ارمنستان بود.

## زندگی‌نامه
وی در ۱۹ مارس ۱۹۳۶ در سنت پترزبورگ به دنیا آمد و از کنسرواتوار دولتی کومیتاس ایروان (۱۹۶۱) فارغ‌التحصیل گشت. وی دختر گئورگ تیگرانوف و همسر آوت ترتریان بود. وی در کنسرواتوار دولتی کومیتاس ایروان فعالیت می‌کرد. وی در ۱۷ مارس ۲۰۱۱ در سن ۷۴ سالگی در ایروان درگذشت و در ایروان به خاک سپرده شد.

## یادداشت
1. ↑  արվեստագիտության թեկնածու